# Мефодий (епископ Астраханский)
Епископ Мефодий (в миру Мелетий Петров; 1700, слобода Холуйская — 29 мая 1776, станица Червлённая) — епископ Русской православной церкви, епископ Астраханский и Ставропольский.

## Биография
Родился в 1700 году в Хо́луйской слободе Суздальской епархии (ныне село Холуй Южского района Ивановской области) в семье священника Троицкого храма Петра и при крещении был назван Мелетием.
С юных лет он жил в монастырях в числе послушников. В 18 лет в Борисоглебской пустыни близ Суздаля начал монашескую жизнь.
На 24-м году был посвящён во иеродиакона, на 28-м году — в иеромонаха в Троицкий монастырь города Шуи.
В 1731 году прибыл в Астрахань вместе с своим родственником, новопосвящённым Астраханским епископом Иларионом, которым 1 августа того же года произведён в архимандрита Астраханского Спасо-Преображенского монастыря.
Прослужил в этом звании 26 лет и 7 месяцев. За это время он своею жизнью и деятельностью заслужил к себе всеобщее уважение. По смерти епископа Илариона статские и военные власти, граждане и духовенство обратились к императрице Елизавете Петровне с просьбою назначить в Астрахань епископом архимандрита Мефодия. Просьба их была уважена.
10 мая 1758 года в Казани хиротонисан во епископа Астраханского и Ставропольского.
Преосвященный Мефодий отличался милосердием к бедным. Каждое утро все нуждающиеся бедняки получали в его доме хлеб, квас, а некоторые и одежду. В дни же великих праздников (особенно в день Успения Божией Матери) устраивались большие угощения для всех приходящих без различия национальностей. Причём на таких обедах присутствовал и сам владыка. Любовью ко всем святитель привлекал к себе сердца старообрядцев и многих вернул в лоно Православной церкви.
Если преосвященный Мефодий узнавал о смерти кого-либо, то сразу посылал сказать, что будет отпевать усопшего независимо от того, знатный ли он или бедняк. Особенно он любил отпевать бедных и безродных. В благодарность за это владыке приносили кто что мог, а когда узнавали, что их приношения идут на бедных и на храмы Божии, то многие стали завещать свои вещи и деньги архипастырю. На эти средства им устроено 22 церкви.
Не забывал он и про свою малую родину. Пожертвовал значительные средства на Троицкий храм в Холуйской слободе, а также кресты и Смоленскую икону Божией Матери с частицами мощей. Преосвященный возобновил Борковскую Никольскую пустынь близ Холуя. На пожертвования епископа Мефодия была выстроена в 1775 году зимняя церковь Введения во храм Пресвятой Богородицы с приделом Николая Чудотворца.
В конце 1773 года, когда в Астрахани и других городах Поволжья начались волнения из-за появления Емельки Пугачёва, называвшего себя царём Петром Фёдоровичем, святитель принял меры предосторожности, послав в Саратов, Царицын, Оренбург, Петровск и другие города духовных лиц с целью увещания не верить самозванцу под страхом «проклятия и отчуждения от христианства».
Объезжая свою епархию, епископ Мефодий остановился в Червленской станице, недалеко от Кизляра. Желая полечиться тамошними тёплыми водами, он приказал поставить над горячим ключом войлочную кибитку на подмостках. Но только лишь вошёл он в кибитку, оступился и упал в кипящий колодезь, откуда служители вытащили его едва живого.
Принеся покаяние, он принял Святые Христовы Тайны; над ним было совершено таинство елеопомазания, после чего он мирно скончался 29 мая 1776 года. Погребён в Астрахани, в нижнем соборном храме.